# 헤키촌
{{다른 뜻|헤키정||야마구치현 오쓰군에 있던 헤키촌(日置村)
헤키촌(戸木村)은 미에현 이치시군에 설치되었던 촌이다. 현재의 쓰시에 해당한다.